# Дадешти (Јаши)
Дадешти (рум. Dădești) насеље је у Румунији у округу Јаши у општини Јон Некулче. Oпштина се налази на надморској висини од 112 m.

## Становништво
Према подацима из 2002. године у насељу је живело 288 становника.

### Попис2002.
| Расподела становништва по националности 2002.‍ | Расподела становништва по националности 2002.‍ | Расподела становништва по националности 2002.‍ | Расподела становништва по националности 2002.‍ | Расподела становништва по националности 2002.‍ |
| --------------------------------------------- | --------------------------------------------- | --------------------------------------------- | --------------------------------------------- | --------------------------------------------- |
|                                               |                                               |                                               |                                               |                                               |
| Румуни                                        | Румуни                                        |                                               | 273                                           | 95,8%                                         |
| Роми                                          | Роми                                          |                                               | 12                                            | 4,2%                                          |